# Tamoxifeno
Tamoxifeno é um modulador seletivo do receptor de estrógeno oral. Na mama, é um antagonista do receptor de estrogénio. Em outros tecidos, como o endométrio, é agonista do receptor de estrogénio. Por conta desta atividade variável, o tamoxifeno é considerado um modulador seletivo do receptor de estrogénio.
O medicamento é utilizado no tratamento do cancro da mama. É utilizado no tratamento do cancro da mama em estágios iniciais ou avançados em mulheres pré ou pós-menopáusicas com tumores da mama sensíveis a tratamento hormonal. É atualmente o tratamento mais vendido para este tipo de cancro, tendo sido aprovado pela Food and Drug Administration (FDA) e Agência Europeia de Medicamentos (EMA) para a redução da sua incidência em mulheres com alto risco de desenvolvimento da doença.

## Efeitos colaterais
Um relatório de 2009 da Agência AHRQ (Agency for Healthcare Research and Quality), do Departamento de Saúde e Serviços 
Humanos, do governo dos EUA, chama a atenção para os efeitos colaterais do tamoxifeno, raloxifeno e tibolona, usados no tratamento de cancro da mama. O tamoxifeno aumenta o risco de cancro endometrial, histerectomias (excisão do útero), e de cataratas em comparação com outras drogas. Tamoxifeno e raloxifeno aumentam o risco de coágulos de sangue. A tibolona acarreta um risco aumentado de acidente vascular cerebral. . Raloxifeno e tamoxifeno estão associados a um aumento do risco para tromboembolismo venoso de cerca de, três e sete vezes, respectivamente. 